# Helmut Frister
Helmut Frister (* 22. Dezember 1956 in Berlin) ist ein deutscher Rechtswissenschaftler und Inhaber des Lehrstuhls für Strafrecht und Strafprozessrecht an der juristischen Fakultät der Heinrich-Heine-Universität Düsseldorf. Seit November 2024 ist er Vorsitzender des Deutschen Ethikrats.

## Leben und Wirken
Nach dem Studium der Rechtswissenschaften in Bonn von 1975 bis 1979 legte Helmut Frister 1980 vor dem Oberlandesgericht Köln das erste und 1984 vor dem Landesjustizprüfungsamt in Düsseldorf das zweite juristische Staatsexamen ab. Als Schüler von Gerald Grünwald folgte 1986 die Promotion an der Rechts- und Staatswissenschaftlichen Fakultät der Rheinischen Friedrich-Wilhelms-Universität in Bonn über das Thema „Schuldprinzip, Verbot der Verdachtstrafe und Unschuldsvermutung“ und 1993 die Habilitation ebendort über das Thema „Das voluntative Schuldelement“.
Nach Lehrstuhlvertretungen an den Universitäten in Münster und Regensburg und einer Professur an der rechtswissenschaftlichen Fakultät der Technischen Universität Dresden ist Helmut Frister seit dem Wintersemester 1994/1995 Inhaber des Lehrstuhls für Strafrecht und Strafprozessrecht an der juristischen Fakultät der Heinrich-Heine-Universität Düsseldorf und Direktor des dortigen Instituts für Rechtsfragen der Medizin.
Frister ist zudem seit 2013 als Of Counsel in der Kanzlei Wessing & Partner tätig und Geschäftsführer des Arbeitskreises Alternativentwurf.
Im November 2024 wurde Frister zum Vorsitzenden des Deutschen Ethikrats gewählt.

## Weitere Mitgliedschaften/Tätigkeiten
- Ethikkommission der medizinischen Fakultät der Heinrich-Heine-Universität Düsseldorf
- Ethikrat der medizinischen Fakultät der Heinrich-Heine-Universität Düsseldorf
- Arbeitsgruppe Fortpflanzungsmedizingesetz der Leopoldina Nationale Akademie der Wissenschaften
- Strafrechtslehrervereinigung
- Medizinrechtslehrervereinigung[3]
- Deutscher Ethikrat[6]

## Schriften (Auswahl)
- Literatur von und über Helmut Frister im Katalog der Deutschen Nationalbibliothek
- Schuldprinzip, Verbot der Verdachtsstrafe und Unschuldsvermutung als materielle Grundprinzipien des Strafrechts, Berlin 1988 (Dissertation)
- Die Struktur des voluntativen Schuldelements, Berlin 1993 (Habilitationsschrift)
- Strafrecht Allgemeiner Teil, 1.–8. Auflage, München 2006–2018 (übersetzt ins Spanische[7] und Russische[8])